# Tom Bancroft
Tom Bancroft (* 29. Januar 1967 in London) ist ein britischer Jazzmusiker (Schlagzeug, Komposition).

## Leben
Bancroft zog im Alter von neun Jahren mit seiner Familie nach Schottland. Seine ersten Auftritte als Jazzmusiker hatte er mit seinem Vater, einem Pianisten und seinem Zwillingsbruder, dem Saxophonisten Phil Bancroft. Zunächst studierte er Sozial- und Politikwissenschaft und Medizin an der Cambridge University. Daran schloss sich bis 1992 ein Musikstudium an der McGill University in Montreal an.
1994 gründete er mit seinem Bruder und Kevin Mackenzie das Trio ABB, mit dem er mehrere Alben aufnahm. Daneben gründete er eine eigene Band, das Tom Bancroft Orchestra (später Orchestro Interrupto), mit der er durch Großbritannien tourte (2004 mit der amerikanischen Pianistin Geri Allen), im Rundfunk auftrat und das Album Pieology aufnahm.
Als Sideman arbeitete Bancroft u. a. mit Sun Ra, Tommy Smith, Martyn Bennet, Mungo Dunnett, Steve Mannion, Sheila Jordan, Julian Argüelles, Charlie MacKerron, Alyth MacCormack, Charlie Mariano, Emil Viklický und Laura Macdonald zusammen.
Bancroft komponierte Stücke für Rundfunk, Fernsehen und Theater sowie ein Kindermusical und organisierte Musikevents wie Clandemonium, Europhonium, Kidsamonium und den Multi Story Karma Park. Er ist mit der Sängerin Gina Rae verheiratet.

## Diskographie
- Pieology mit Claude Deppa, Brian Kellock, Chick Lyall, Phil Bancroft, Oren Marshall, Kevin Mackenzie, John Telfer, 1997
- Trio AAB Cold Fusion, 1998
- Trio AAB: Wherever I Lay My Home That's My Hat, 1999
- Trio AAB und Brian Finnegan: Stranger Things Happen at C, 2003